# غورترك (سر أسياب يوسفي)
غورترك (بالفارسية: گورترک) هي قرية تقع في إيران في قسم سر أسياب يوسفي الريفي. يقدر عدد سكانها بـ 22 نسمة بحسب إحصاء 2016.